# キャッツ★アイ
キャッツ★アイは、1977年から一年近く活躍したトータルプロ所属の女性アイドルデュオ。

## メンバー
身長・3サイズはそれぞれデビューシングル「アバンチュール」掲載プロフィールに基づく公式データによる。
ノン（大谷親江）　左側
- 1958年2月21日生まれ[1]。
- 東京都渋谷区出身[1]
- 目白学園高等学校（現・目白研心高等学校）卒業[1]
- 兄がいる[1]。
- 身長164cm、3サイズB85・W60・H89。

ナナ（山中奈奈）　右側
- 1958年7月6日生まれ[1]。
- 東京都世田谷区出身[1]
- 日本音楽高等学校卒業[1]
- 兄がいる[1]。
- 身長161cm、3サイズB83・W60・H86。

## 来歴
1977年にテイチクレコード/ユニオンレーベルより「アバンチュール」でデビュー。
ピンク・レディー全盛期だった当時、ピンク・レディー人気をうけ次々とピンク・レディーのフォロワーがデビュー。彼女たちもまたピンク・レディーのフォロワーとして位置付けられ、ピンク・レディーが国民的アイドルとなったために放棄せざるを得なくなったお色気を、結果的にはキャッツ★アイが引き継ぐ事となる。しかし、ピンク・レディーの健康的なお色気とは対照的にセックスアピールばかりが目立つ結果となった。
尚、表記は「キャッツアイ」ではなく「キャッツ★アイ」である。

## 解散
ノンの突然の失踪により、キャッツ★アイは活動停止を余儀なくされる。
ノンの失踪後、留守を守るかのようにナナが孤軍奮闘するもついにノンが戻って来る事はなくキャッツ★アイは事実上の解散となる。

## 解散その後
キャッツ★アイの突然の解散により所属事務所が急遽、双子の女性デュオ「キューピット」をデビューさせる。

## 備考
- 2003年にテイチクより「キャッツアイVSキューピット」が全曲デジタルリマスターされた完全版として発売。
- 映画『多羅尾伴内』（1978年・東映）に本人役（キャッツ★アイ役）として出演し、劇中で「導火線」を披露。

## ディスコグラフィ

### シングル
- 全てユニオンレコードからリリース。

| # | 発売日         | A/B面 | タイトル                 | 作詞       | 作曲       | 編曲       | 規格品番 |
| - | -------------- | ----- | ------------------------ | ---------- | ---------- | ---------- | -------- |
| 1 | 1977年 5月25日 | A面   | アバンチュール           | 麻生香太郎 | 馬飼野康二 | 馬飼野康二 | UC-43    |
| 1 | 1977年 5月25日 | B面   | 鏡よ鏡                   | 麻生香太郎 | 馬飼野康二 | 馬飼野康二 | UC-43    |
| 2 | 1977年 9月25日 | A面   | めっきり冷たくなりました | 伊藤アキラ | 森雪之丞   | 高田弘     | UC-47    |
| 2 | 1977年 9月25日 | B面   | 夢みるナイチンゲール     | 麻生香太郎 | 馬飼野康二 | 馬飼野康二 | UC-47    |
| 3 | 1978年 1月25日 | A面   | 導火線                   | 麻生香太郎 | 馬飼野康二 | 馬飼野康二 | UC-55    |
| 3 | 1978年 1月25日 | B面   | 大地震                   | 麻生香太郎 | 馬飼野康二 | 馬飼野康二 | UC-55    |
| 4 | 1978年 5月25日 | A面   | ジャンヌ・ダルク         | 麻生香太郎 | 馬飼野康二 | 馬飼野康二 | UC-62    |
| 4 | 1978年 5月25日 | B面   | アンコール・アンコール   | 麻生香太郎 | 伊豆一彦   | 小六禮次郎 | UC-62    |

### アルバム

#### ベスト・アルバム
1. キャッツ★アイVSキューピット コンプリート・コレクション（2003年9月25日／TECN-25931）